# (8883) Miyazakihayao
(8883) Miyazakihayao – planetoida z pasa głównego asteroid okrążająca Słońce w ciągu 3 lat i 157 dni w średniej odległości 2,27 au. Została odkryta 16 stycznia 1994 roku w obserwatorium w Ōizumi przez Takao Kobayashiego. Kobayashi nadał tej planetoidzie nazwę pochodzącą od imienia postaci anime, na co zarówno reżyser Hayao Miyazaki jak i Międzynarodowa Unia Astronomiczna wyrazili zgodę. Przed nadaniem nazwy planetoida nosiła oznaczenie tymczasowe (8883) 1994 BS4.